# ريتشارد بينيتيز
ريتشارد بينيتيز (بالإسبانية: Richard Benítez)‏ هو لاعب كرة قدم ومدرب كرة قدم باراغواياني، ولد في 30 أكتوبر 1981 في باراغواي. لعب مع سبورتيفو لوكوينو.